# Liste der Mitglieder der Deutschen Akademie der Naturforscher Leopoldina/1921
Die Liste der Mitglieder der Deutschen Akademie der Naturforscher Leopoldina für 1921 enthält alle Personen, die im Jahr 1921 zum Mitglied ernannt wurden. Insgesamt gab es elf neu gewählte Mitglieder.

## Neu gewählte Mitglieder
| Nr.  | Name                                  | Geboren       | Aufnahme | Gestorben     | Fachsektion               | Bild                        |
| ---- | ------------------------------------- | ------------- | -------- | ------------- | ------------------------- | --------------------------- |
| 3451 | Clemens Schaefer                      | 24. März 1878 | 22. Feb. | 9. Juli 1968  | Physik und Meteorologie   |                             |
| 3452 | Erich Salkowski                       | 3. Feb. 1881  | 27. Mai  | 15. Juli 1943 | Mathematik und Astronomie |                             |
| 3453 | Edmund Georg Hermann Landau           | 14. Feb. 1877 | 28. Mai  | 19. Feb. 1938 | Mathematik und Astronomie | Edmund Georg Hermann Landau |
| 3454 | Jakob Horn                            | 14. Feb. 1867 | 7. Jun.  | 24. Feb. 1946 | Mathematik und Astronomie |                             |
| 3455 | Rudolf Schüßler                       | 5. Apr. 1865  | 11. Jul. | 15. Jan. 1942 | Mathematik und Astronomie |                             |
| 3456 | Hans Hahn                             | 27. Sep. 1879 | 20. Jul. | 24. Juli 1934 | Mathematik und Astronomie |                             |
| 3457 | Hendrik Jan Heuvelink                 | 3. Sep. 1861  | 21. Nov. | 26. Juli 1949 | Mathematik und Astronomie |                             |
| 3458 | Friedrich Wilhelm Hans Ludendorff     | 26. Mai 1873  | 21. Nov. | 26. Juni 1941 | Mathematik und Astronomie |                             |
| 3459 | Wilhelm Karl Schweydar                | 8. Dez. 1877  | 24. Nov. | 11. Juli 1959 | Mathematik und Astronomie |                             |
| 3460 | Alexander Paul Julius Gustav Eberhard | 10. Aug. 1867 | 29. Nov. | 3. Jan. 1940  | Mathematik und Astronomie |                             |
| 3461 | Hans Osten                            | 31. März 1875 | 13. Dez. | 29. März 1936 | Mathematik und Astronomie |                             |